# Нидермайер, Людек
Людек Нидермайер (чеш. Luděk Niedermayer; род. 13 марта 1966 года, Брно, Чехословакия) — чешский политик и экономист. С 1996 по 2008 год был членом банковского совета Чешского национального банка, с 2000 по 2008 год был вице-президентом Чешского национального банка. На выборах в 2014 году был избран депутатом Европарламента.

## Биография
Людек Нидермайер родился 13 марта 1966 года в Брно. В 1989 году окончил обучение на факультете естествознания в Университете им. Яна Эвангелисты Пуркине в области кибернетики, информатики и теории систем, став доктором естественных наук. Некоторое время работал в области исследования теории структур.
В 1991 году начал работать в Государственном банке Чехословакии — SBČS. В 1993 году стал директором отдела управления рисками ČNB, в 1996 году стал директором секции банковской торговли (управление валютными резервами и операции на денежном рынке).
В феврале 1996 года президентом Вацлав Гавел Нидермайер был назначен членом правления ČNB и в возрасте 29 лет стал самым молодым членом правления этого банка. Нидермайер участвовал в реструктуризации банковского сектора. После финансового кризиса 1997 года в рамках Банка международных расчётов в Базеле сотрудничал с рабочими группами, которые занимались анализом возможных изменений в архитектуре финансовой системы. В декабре 2000 года стал вице-президентом ČNB. В феврале 2002 года президент Вацлав Гавел вновь назначил Нидермайера членом правления и вице-президентом ČNB на второй (и последний, согласно закону) срок. На этих должностях он был до февраля 2008 года.
После окончания работы в ČNB начал сотрудничать с чешским еженедельным журналом «Respekt», в котором он публикует в основном экономические комментарии и анализы. С октября 2008 года стал работать в отделе консалтинга чешского отделения в аудиторской компании Deloitte, в которой он сосредоточился в основном на консультациях и анализе в финансовых учреждений.
Был членом фонда «Open Society Fund Praha», чешского отделения международных фондов «Открытое Общество», был членом совета директоров.
Женат, имеет троих детей. Живёт в селе Мехенице.

## Политическая деятельность
Участвовал в выборах в Европейский парламент в 2014 году, получил 37 171 преференциальных голосов (15,73%), был лидером в рамках списка кандидатов коалиции TOP 09 и STAN, однако оказался на втором месте (его обогнал Йиржи Поспишил), был избран депутатом Европейского парламента. Был членом комитета по экономическим и валютным вопросам Европейского парламента (ECON).
В ноябре 2017 года объявил о своём вступлении в TOP 09. Участвовал в выборах в Европейский парламент в 2019 году, с третьего места в списке кандидатов коалиции STAN и TOP 09, благодаря 67 430 преференциальным голосам, оказался на первом (обогнал лидера списка - Йиржи Поспишила). Затем, стал первым заместителем председателя комитета по экономическим и валютным вопросам Европейского парламента (ECON).
На выборах в Европейский парламент в 2024 году был кандидатом на 3-м месте избирательного списка коалиции SPOLU (ODS, KDU-ČSL и TOP 09). Получил на выборах 88 631 преференциальных голосов и оказался на втором месте, вслед за лидером списка Александром Вондрой и был вновь избран депутатом Европейского парламента.

## Политические взгляды
На партийном съезде в ноябре 2019 года поддержал кандидатуру Маркеты Пекаровой Адамовой на пост председателя TOP 09.
В ноябре 2020 года высказался за перенос чемпионата мира по хоккею с шайбой в 2021 году из Беларуси в другую страну. «Чемпионат не может проводиться в стране, правительство которой систематически избивает, пытает или даже убивает своих граждан, борющихся за демократию. Спорт – это объединение людей в духе калокагатии. Здесь нет места жестокому обращению и насилию».